# 近点通過
近点通過（きんてんつうか）は、主星の重力圏を軌道運動する天体や人工天体が、近点を通過すること。特に、主星が太陽のとき近日点通過 (perihelion passage)、主星が地球のとき近地点通過 (perigee passage) という。
近点通過の瞬間は、主星との距離が最短になる。離心率の高い人工衛星が軌道に乗るのは、近地点にてであることが多い（離心率が低くほぼ円軌道の場合は、どこでもよい）。また、長周期彗星や太陽系外縁天体など軌道長半径が大きくかつ離心率が高い天体が発見されるのは、近日点付近であることが多い。
放物線軌道と双曲線軌道では近点通過は1度しかないが、楕円軌道では何度もある。ただし、長周期彗星や太陽系外縁天体などの中には、発見以来1度しか、あるいは1度も近点通過していない天体もある。近点通過の間隔は公転周期にほぼ等しいが、近点移動により完全に同じではない。
軌道要素において、軌道上の位置を指定するには平均近点角を使うことが多いが、平均近点角は放物線軌道や双曲線軌道に対しては定義できず、離心率の高い楕円軌道に対しても誤差が大きくなるため、彗星については平均近点角の代わりに近日点通過時刻を使う。